# Chalice
Chalice foi uma banda australiana de gothic e  doom metal.

## Biografia
Chalice foi criada nos finais de 1996 pela vocalista e tecladista Shiralee Morgan e pelo baterista Adrian Bickle, que mais tarde convidaram os guitarristas Sean Graetz e Darren McLennan, o baixista Mark Bodossian e o violinista Russell. Esta formação grava a demo Chronicles of Dysphoria, em 1998. Logo a seguir, Justin Hartwig substitui Darren McLennan e Alannah Probert junta-se á banda como flautista. 
Em 2001 gravam o álbum An Illusion to the Temporary Real. Mark Bodossian deixa a banda para se juntar á banda britânica Esoteric. Simon Henderson ocupa o baixo.  
2003 é um grande ano para a banda: gravam e lançam o álbum Augmented e participam na tour das bandas Opeth e Mayhem.
Em 2005 Adrian Bickle abandona a banda e é substituido por Matt Enright. Logo depois, a banda fez uma tour pela Nova Zelândia durante um ano.
A meio de 2006 é apresentada a EP The Calm That Was the Storm.  A 5 de Maio do ano seguinte, Justin Hartwig  anuncia que a banda se irá separar de Morgan. Nasce então a banda Black Orchid, composta por Justin Hartwig, Simon Henderson, Matt Enright e Alannah Probert. 

## Membros
- Shiralee Morgan -  vocais, teclados
- Sean Graetz -  guitarra
- Justin Hartwig  -  guitarra
- Mark Bodossian - baixo
- Adrian Bickle - bateria
- Matt Enright- bateria
- Simon Henderson - baixo
- Russell - violino
- Alannah Probert - flauta
- Darren McLennan  - guitarra

## Discografia
- 1998 - Chronicles of Dysphoria (demo) (re-lançado em 2000)
- 2001 - An Illusion to the Temporary Real
- 2003 - Augmented
- 2006 - The Calm That Was the Storm (EP)